# Esercito Popolare di Liberazione della Jugoslavia
Esercito popolare di liberazione della Jugoslavia (in cirillico: Народноослободилачка војска Југославије; in serbo e croato: Narodnooslobodilačka vojska i partizanski odredi Jugoslavije - NOV i POJ; in sloveno Narodnoosvobodilna vojska in partizanski odredi Jugoslavije, "Esercito popolare di liberazione e distaccamenti partigiani della Jugoslavia") era la denominazione assunta durante la seconda guerra mondiale dai partigiani jugoslavi (Partizani), che, guidati dal capo comunista Josip Broz Tito, svilupparono un grande movimento di resistenza militare contro le potenze occupanti dell'Asse.
La resistenza armata dei partigiani jugoslavi si sviluppò a partire dal crollo del Regno di Jugoslavia e ottenne crescenti successi; i partigiani, guidati da Tito e da altri capi molto capaci come Koča Popović, Sava Kovačević, Milovan Đilas e Peko Dapčević, combatterono con abilità e determinazione non solo contro gli eserciti occupanti tedeschi e italiani ma anche le forze militari collaborazioniste dello Stato Croato, del governo-fantoccio serbo e soprattutto contro le formazioni monarchico-nazionaliste dei cetnici.
Le forze partigiane comuniste, che assunsero ufficialmente il nome di "Esercito popolare di liberazione della Jugoslavia" nel novembre del 1942, furono in grado di resistere nel periodo 1942-1943 alle ripetute offensive degli eserciti dell'Asse; quindi a partire dal crollo dell'Italia nel settembre 1943, estesero progressivamente la loro azione e potenziarono le loro forze grazie anche all'aiuto militare dell'Unione Sovietica e del Regno Unito.
Nel periodo finale della guerra i partigiani jugoslavi, equipaggiati finalmente con armi pesanti, divennero sempre più un esercito regolare che, organizzato in quattro armate con circa 800.000 combattenti, contribuì in modo decisivo alla liberazione dei territori occupati. Dopo la liberazione di Belgrado nell'ottobre 1944, nella primavera del 1945 le armate dell'Esercito di Liberazione entrarono a Sarajevo, Zagabria e Lubiana e avanzarono fino ai territori contesi di confine con Italia e Austria.

## Costituzione e organizzazione dell'Esercito popolare

### Crollo e smembramento della Jugoslavia
La Jugoslavia era un obiettivo molto importante per Hitler, vista la ricchezza di materie prime. Oltre che dall'invasore tedesco (in Croazia), la Jugoslavia venne invasa dall'esercito italiano (Carniola-Slovenia, Dalmazia e Montenegro), da quello ungherese (Nord-Est Slovenia) e quello bulgaro (Macedonia del Nord).
Come ringraziamento ai filonazisti croati, gli ustascia, che parteggiavano per Hitler, gli invasori crearono uno stato fantoccio, lo Stato Indipendente di Croazia (NDH), affidandolo ad Ante Pavelić (denominato "Poglavnik"), un estremista nazionalista croato che seppe sfruttare l'avversione che la maggioranza dei suoi connazionali nutriva nei confronti della monarchia serba al potere per provocare il massacro di 750.000 circa tra serbi ed ebrei. La Jugoslavia quindi, oltre che invasa, era smembrata.

### Nascita della Resistenza partigiana jugoslava

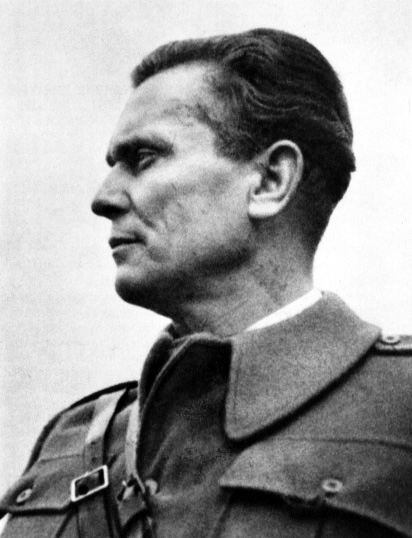
Josip Broz Tito nel 1942.

Il Partito Comunista Jugoslavo (KPJ) organizzò un comitato militare il 10 aprile 1941 mentre l'invasione delle potenze dell'Asse era appena iniziata, e il 15 aprile diffuse un proclama alla popolazione in cui invitava i cittadini a combattere gli invasori per salvaguardare la libertà e l'indipendenza della nazione; durante una riunione tenutasi a Zagabria nel maggio 1941 vennero prese le prime decisioni organizzative. La decisione politica più importante affermava soprattutto la necessità di ricercare la cooperazione di ogni forza politico-sociale disposta a partecipare ad una lotta intesa come guerra di liberazione nazionale. In un primo momento in realtà l'attività dei comunisti jugoslavi, che seguivano fedelmente le direttive provenienti dall'Unione Sovietica che in questa fase richiedevano di evitare di provocare i tedeschi con attacchi, si limitò all'aspetto organizzativo, alla raccolta di armi e munizioni, alla costituzioni delle prime strutture di comando e dei necessari servizi; le azioni militari attive ebbero inizio solo il 22 giugno 1941 dopo l'inizio dell'invasione tedesca dell'Unione Sovietica.
I comunisti jugoslavi agirono rapidamente e mostrarono energia e capacità organizzativa; il 27 giugno 1941 venne costituito un comando supremo delle formazioni partigiane di liberazione guidato personalmente dal capo del partito, Josip Broz Tito, e il 4 luglio 1941 il Politburo deliberò ufficialmente di dare inizio alla lotta armata; infine il 12 luglio venne diramato un nuovo proclama alla popolazione in cui si affermava la necessità di opporsi alla brutale violenza dell'occupante e dei suoi collaboratori interni e di dare inizio alla guerra generale. 

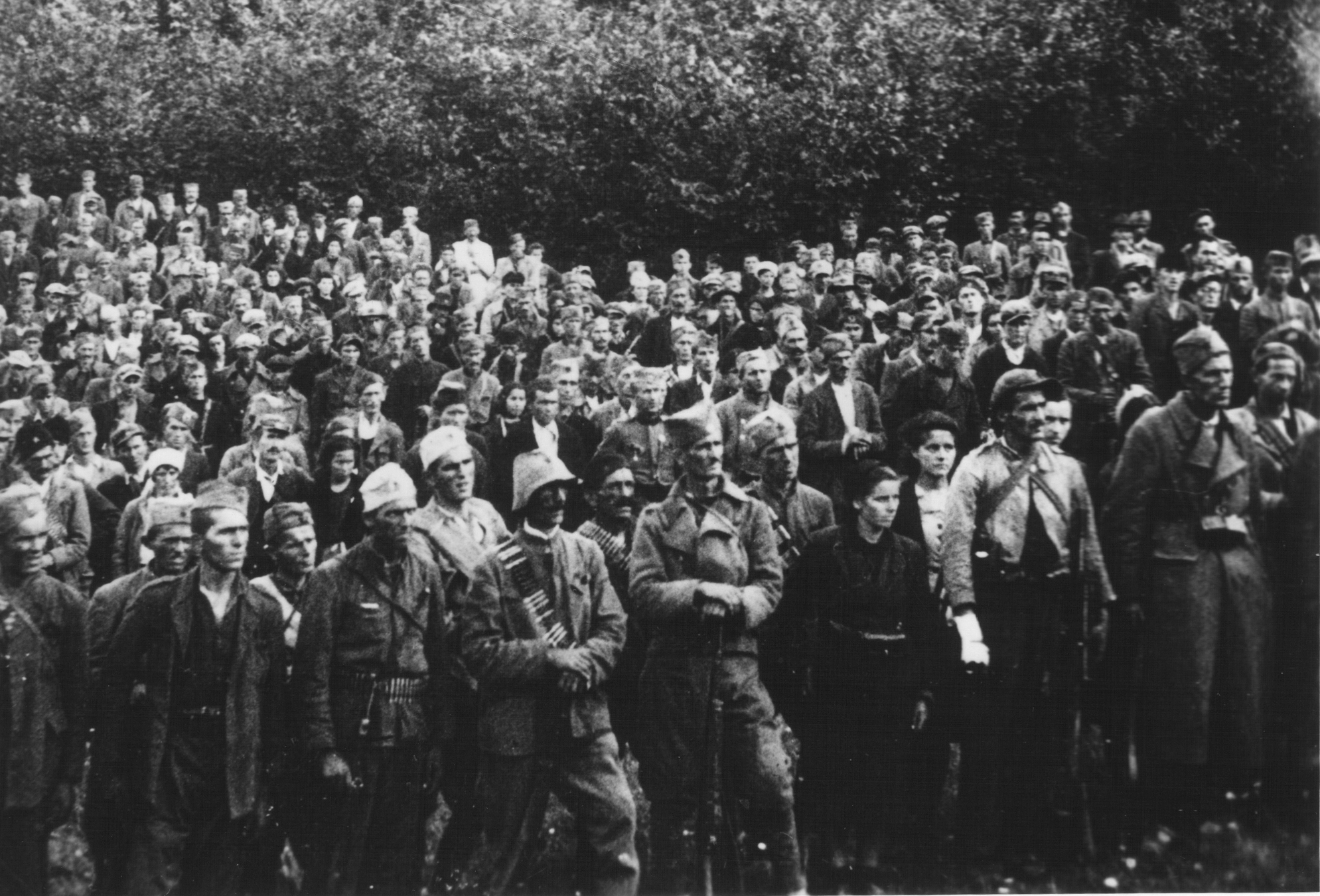
Partigiani jugoslavi in Bosnia nel 1942.

Josip Broz Tito dimostrò notevoli qualità di dirigente e di capo militare; abile e determinato, fu in grado di organizzare la guerriglia e di soppiantare progressivamente tutti gli altri capi della resistenza; circondato da luogotenenti disciplinati e fidati, seppe mantenere, grazie al suo carisma personale e alla sua autorevolezza, la guida supremo del movimento resistenziale comunista e costituire una struttura militare efficiente.
Nella prima fase della resistenza il comando supremo delle formazioni comuniste si impegnò soprattutto in un'intensa preparazione politica e organizzativa; il partito seppe promuovere una politica efficace che faceva appello all'unità di tutte le etnie jugoslave per la difesa nazionale contro il brutale occupante; inoltre i comunisti affermavano la necessità di un profondo rinnovamento economico e sociale del paese che era così disastrosamente crollato nell'aprile 1941.
Le formazioni partigiane, reclutate su base territoriale, vennero inizialmente organizzate in quattro tipi di reparti denominati "gruppi", "compagnie", "battaglioni" e odred che erano distaccamenti formati da un numero di uomini variabile fino a un massimo di 1.500-2.000. Queste unità dipendevano da Comitati militari (Vojni Komiteti) di distretto a loro volta collegati ai Comitati militari presso il comitato centrale del partito; in questa prima fase tutta la struttura militare comunista era diretta dal cosiddetto Quartier generale dei "Reparti partigiani di liberazione nazionale della Jugoslavia", Narodnooslobodilački partizanski odredi jugoslavije, in sigla NOPOJ. Tito era contemporaneamente il capo del partito comunista e il comandante militare supremo dei "reparti partigiani di liberazione nazionale".
Dopo tre mesi il partito comunista jugoslavo organizzò a Stolice nel settembre 1941 una conferenza organizzativa che, sotto l'impulso di Tito, elaborò nuove direttive che stabilirono le caratteristiche fondamentali del movimento partigiano jugoslavo. In questa consulta venne quindi decisa la costituzione in tutto il territorio occupato di odred guidati da un comandante militare e da un commissario politico e la formazione di un nuovo "Comando supremo del movimento di liberazione della Jugoslavia" diretto dal capo dei comunisti jugoslavi. Venne inoltre adottato il distintivo della stella rossa a cinque punte da portare sui copricapi e il saluto con il pugno chiuso; si stabilì che il termine "Partigiano" (Partizani) avrebbe identificato tutti i combattenti e le formazioni del movimento di resistenza; vennero anche emanate rigide disposizioni per la lotta contro i collaborazionisti; si sottolineò l'importanza di svilupparela propaganda e il proselitismo; si sottolineò anche la necessità di ricercare l'unificazione di tutti i movimenti di resistenza.

### Costituzione delle brigate e delle divisioni

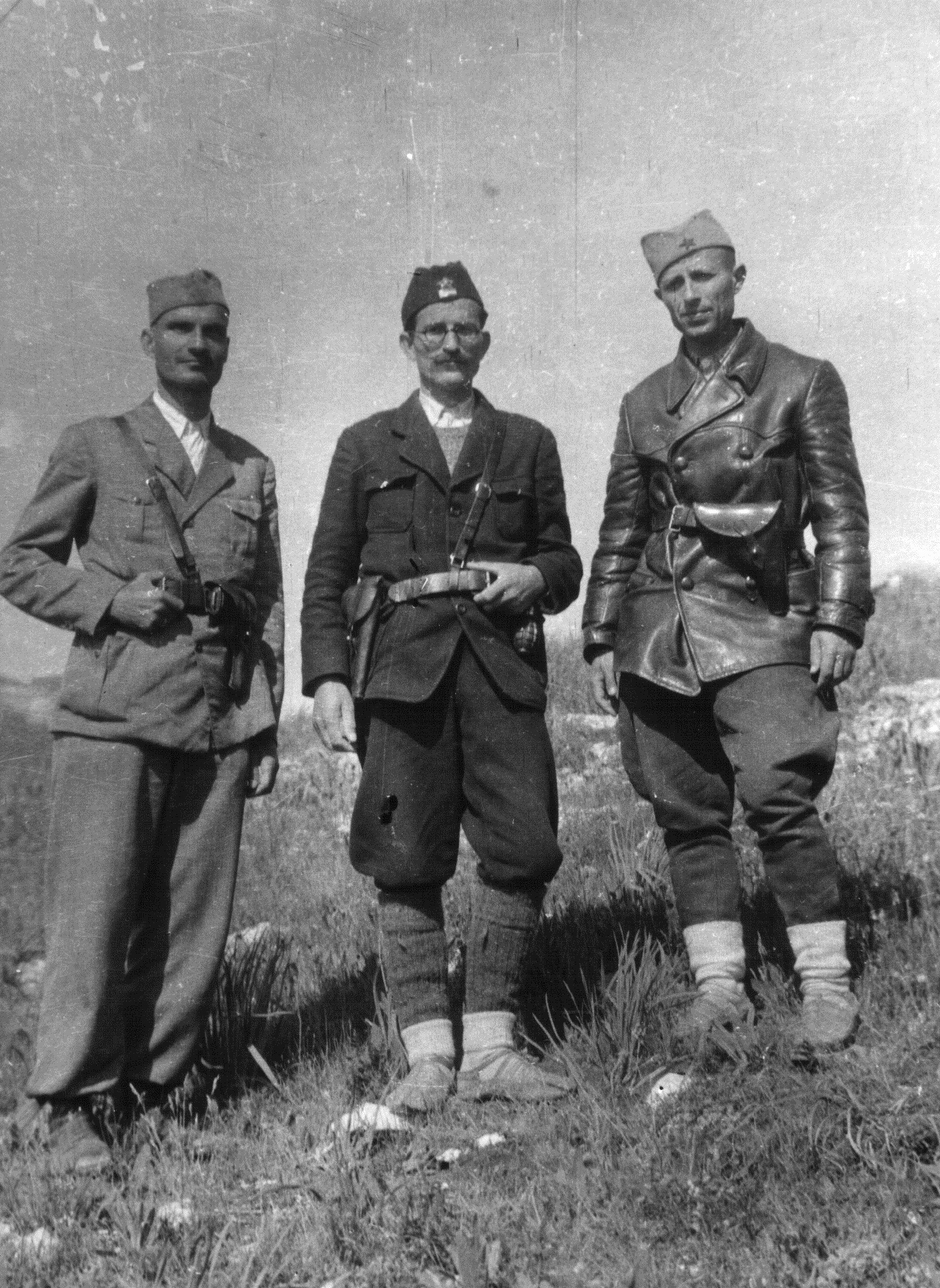
Tre capi partigiani; da sinistra: Arso Jovanović, Ivan Milutinović, Mitar Bakič.

Il 7 dicembre 1941 Tito, nel corso di una riunione del Comitato centrale dei comunisti jugoslavi tenutasi a Drenovi, vicino a Novi Varos, analizzò in profondità lo sviluppo del movimento di resistenza dei partigiani e affermò la necessità di ampliare le strutture militari e organizzare nuovi reparti. I partigiani attivi sul territorio occupato in questo periodo era circa 80.000 ma dovevano fronteggiare oltre 390.000 truppe di occupazione dell'Asse supportate anche da circa 100.000 uomini delle milizie collaborazioniste croate. In queste condizioni gli odred (unità delle dimensioni di circa un reggimento) partigiani, piccoli e dispersi sul terreno, non potevano svolgere grandi operazioni attive; venne quindi deciso di costituire la prima formazione organica mobile in grado di agire in modo aggressivo e offensivo. Il 21 dicembre 1941 venne ufficialmente costituita, con due battaglioni montenegrini e altri quattro reparti partigiani giunti dalla Serbia, la 1ª Brigata proletaria d'assalto di Liberazione nazionale (Prva proleterska udarna brigada) di cui assunse il comando il 29 dicembre, Koča Popović con commissario politico Filip Klijajc "Fića"; da quel momento il 21 dicembre, che era anche la data di compleanno di Stalin, divenne il giorno di festa del nuovo esercito jugoslavo che in seguito, dopo la rottura post-bellica con l'Unione Sovietica, venne spostato al 22 dicembre. La brigata era formata da circa 1.200 partigiani ben armati con armi automatiche.

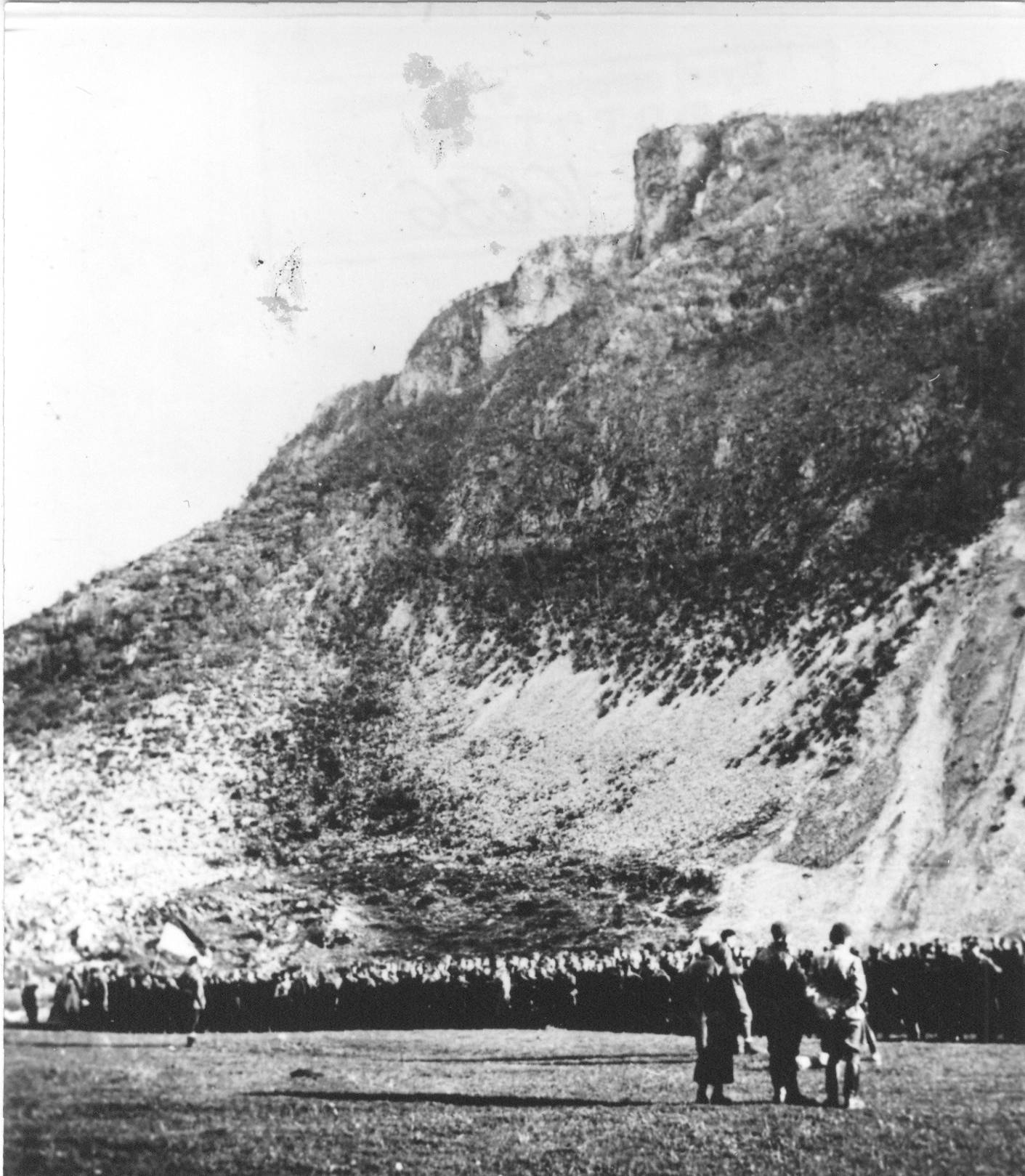
I partigiani della 2ª Divisione proletaria (Druga proleterska divizija).

Il 1º marzo 1942 fu organizzata con quattro battaglioni serbi anche la 2ª Brigata proletaria (Druga proleterska udarna brigada) di cui prese il comando Ratko Sofijanić. Da questo momento lo sviluppo delle forze partigiane su base regolare proseguì rapidamente; in primavera si formarono la 3ª brigata del Sangiaccato (Treća proleterska sandžačka udarna brigada) guidata da Vladimir Knežević Volođa, la 4ª brigata del Montenegro (Četvrta proleterska crnogorska udarna brigada) comandata da Peko Dapčević e la 5ª brigata del Montenegro (Peta proleterska crnogorska udarna brigada) che venne affidata a Sava Kovačević che si era distinto nell'insurrezione montenegrina del 1941. Venne prevista anche la costituzione di una brigata dell'Erzegovina, che in agosto divenne la 10ª Brigata d'assalto erzegovese (Deseta hercegovačka proleterska udarna brigada) al comando di Vlado Šegrt. Queste formazioni mobili costituirono il nucleo centrale delle forze partigiane e anche l'elemento politicamente più sicuro del nuovo esercito, dimostrandosi in grado di affrontare in campo aperto le forze nemiche e contemporaneamente di svolgere anche una funzione politica rivoluzionaria. Nel giugno 1942 il comando di Tito poteva disporre di circa 60 battaglioni d'assalto con cui furono progressivamente costituite entro il 1º novembre 1942 un totale di ventotto nuove brigate.

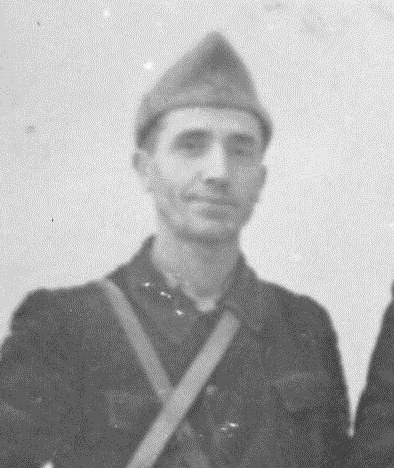
Velimir Terzić fu vice capo di stato maggiore dell'Esercito popolare per la maggior parte della guerra.

Nel dicembre 1941 Tito aveva iniziato a potenziare anche la struttura del cosiddetto Comando supremo delle forze partigiane inserendo come capo di stato maggiore e principale consigliere militare Arso Jovanović, capitano nel vecchio esercito jugoslavo e già dirigente dell'insurrezione in Montenegro dell'estate 1941; Arso Jovanović avrebbe mantenuto questo incarico accanto a Tito fino al termine della guerra. I due collaboratori più importanti di Jovanović erano il colonnello Pavle Ilić "Veljko" e il colonnello Velimir Terzić, entrambi nominati vice capo di stato maggiore. Nelle sue memorie tuttavia Tito afferma che egli mantenne sempre il totale controllo della direzione strategica della guerra oltre a prendere tutte le decisioni politiche più importanti.
Il 1º novembre 1942 venne prese nuove decisioni che diedero una svolta decisiva all'organizzazione delle forze partigiane; Tito e il comando supremo fecero i passaggi finali per la trasformazione dei distaccamenti sparsi su tutto il territorio in una struttura solidamente organizzata in grado di affrontare in campo aperto gli eserciti dell'Asse. Venne ufficialmente costituito il nuovo "Esercito Popolare di Liberazione della Jugoslavia", formato da alcune divisioni mobili e corpi d'armata (korpus) territoriali. Con sei brigate furono costituite il 1º novembre 1942 a Bosanski Petrovac e a Tičevo le prime due divisioni definite "proletarie", la 1ª Divisione proletaria di Koča Popović e la 2ª Divisione proletaria di Peko Dapčević; il 9 novembre il Comando supremo formò le tre divisioni d'assalto, 3ª Divisione d'assalto, comandata da Pero Cetković, 4ª e 5ª; infine il 22 novembre venne annunciata la costituzione della 6ª, 7ª e 8ª divisione di liberazione nazionale. Queste divisioni si dimostrarono disciplinate, combattive e fortemente motivate ma inizialmente erano deboli numericamente e mancavano di armamenti pesanti; nel tempo vennero continuamente rafforzate e alla fine della guerra si erano trasformate in grandi unità potenti, esperte e equipaggiate con armi moderne. I primi corpi d'armata furono quello bosniaco, costituito il 1º novembre 1942, e quello croato, formato il 22 novembre 1942; questi cosiddetti korpus erano inizialmente organizzati su base territoriale per controllare tutte le unità partigiane in azione in una determinata regione; potevano comprendere un numero variabile di divisioni tra due e quattro oltre ad altri odred autonomi.

### Organizzazione e armamento dell'Esercito popolare

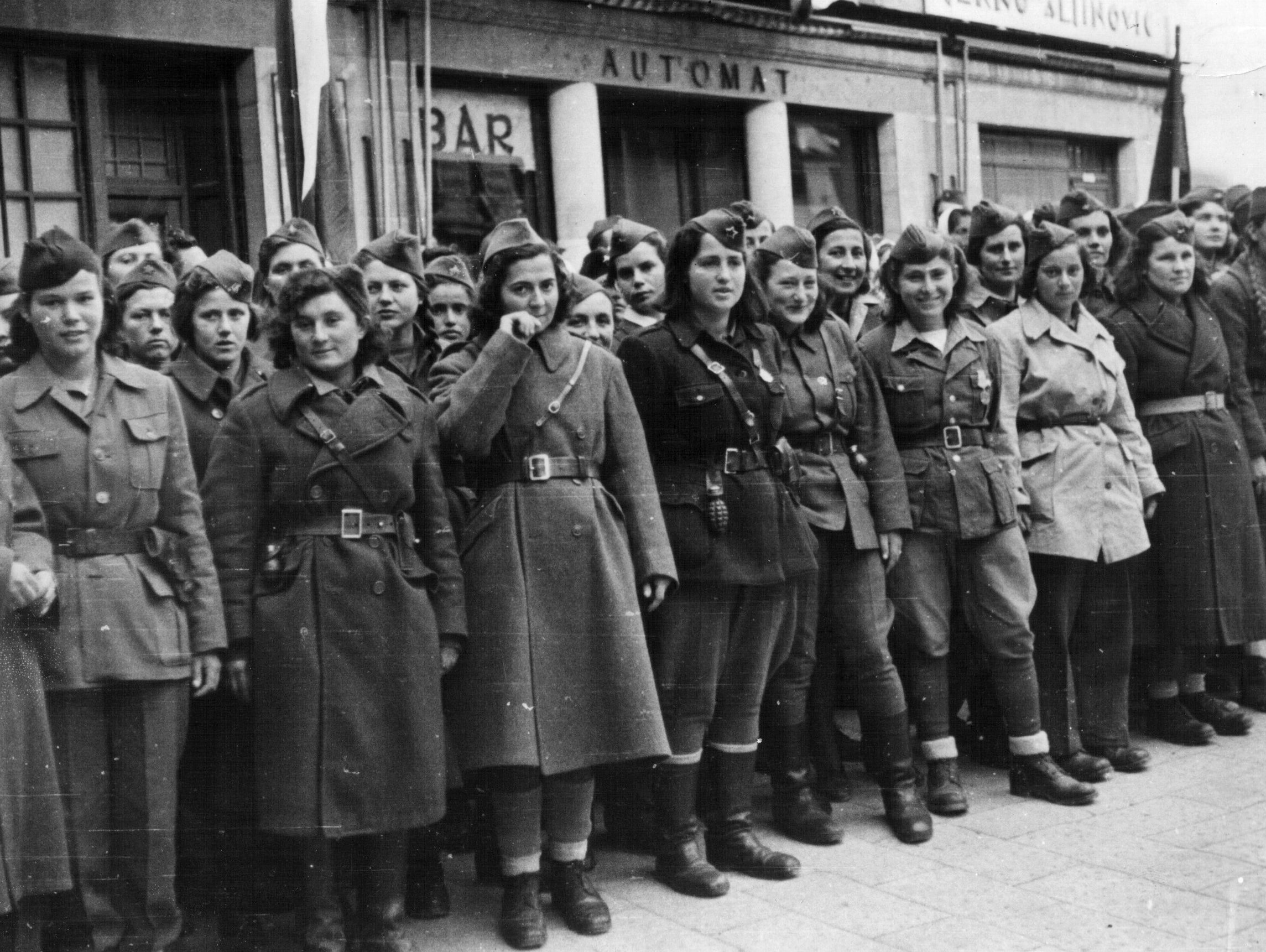
Partigiane della Dalmazia a Spalato nel 1944.

Le forze partigiane inizialmente furono completamente prive di aiuto dall'estero e non potevano contare su rifornimenti o forniture di equipaggiamenti da parte alleata; le forze di Tito fino alla metà del 1943 poterono disporre solo di armi, munizioni, equipaggiamenti e divise sottratte ai depositi del vecchio esercito jugoslavo, fornite dai civili o catturate ai nemici. Estremamente grave fu nei primi anni soprattutto il problema della scarsezza delle munizioni disponibili che dovettero essere rigidamente economizzate; i partigiani, a causa della loro carenza di munizioni, divennero per i cetnici i trimetak, i "tre cartucce"; altri soprannomi spregiativi erano "cinque cartucce di Stalin" o anche "mezze cartucce di Stalin".
A partire dal 23 giugno 1943 finalmente gli Alleati occidentali iniziarono i rifornimenti per via aerea alle formazioni partigiane e quindi il comando supremo dell'esercito popolare poté accrescere le sue forze che salirono a 306.000 uomini e donne. Nel 1944 con l'arrivo anche dei rifornimenti sovietici e il potenziamento degli aiuti occidentali dopo la loro decisione politica di abbandonare il sostegno al movimento cetnico, Tito fu in grado di armare ed equipaggiare oltre 500.000 partigiani e di aprire numerose scuole militari per addestrare i nuovi ufficiali e sottufficiali.

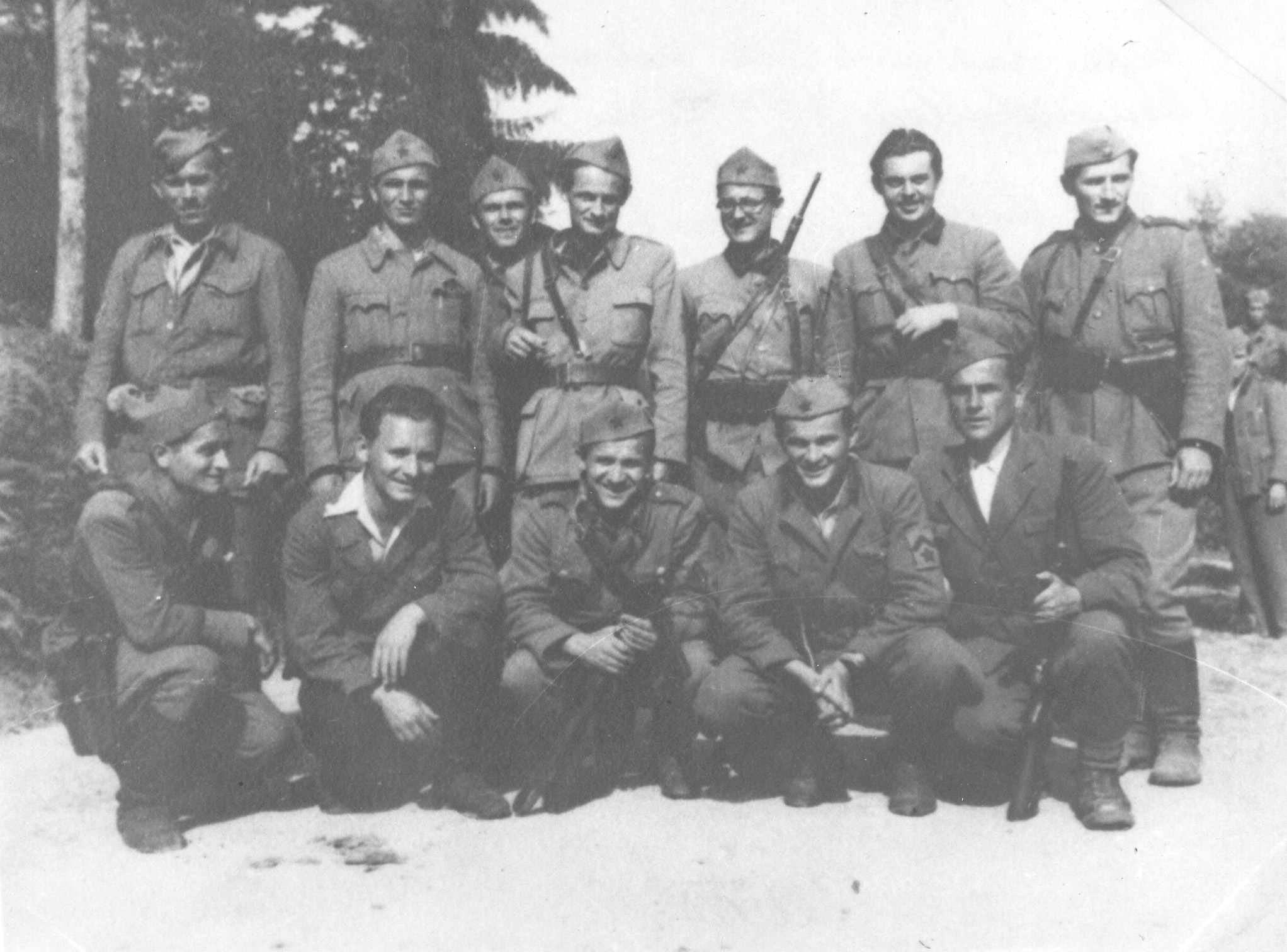
Partigiani del VI Korpus dell'Esercito popolare.

Dal punto di vista organizzativo e tecnico un momento decisivo della storia dell'Esercito Popolare di Liberazione furono gli accordi tra l'alto comando sovietico e i dirigenti jugoslavi nel settembre 1944; Stalin autorizzò finalmente ingenti aiuti militari che permisero la trasformazione dei partigiani jugoslavi in un esercito equipaggiato con armi pesanti in grado di affrontare in campo aperto le truppe tedesche. In base agli accordi, 500 uomini dell'Esercito popolare giunsero in Unione Sovietica per essere addestrati come equipaggi per carri armati; inoltre i sovietici garantirono la fornitura di armi e materiali sufficienti per equipaggiare dodici divisioni regolari jugoslave e numerosi istruttori sovietici furono inviati presso le unità partigiane; infine arrivarono le armi moderne: 100.000 fucili, 68.000 fucili mitragliatori, 800 cannoni campali e anticarro, 491 aerei, 65 carri armati.
L'ultima fase della crescita dell'esercito popolare ebbe inizio nel gennaio 1945 quando il Comando supremo poté disporre di circa 800.000 uomini e donne organizzati in quattro armate regolari equipaggiate con armi pesanti che furono in grado di liberare autonomamente gli ultimi territori occupati. Fin dall'inizio le donne ebbero un ruolo importante nell'esercito partigiano e svolsero un ruolo attivo di combattimento; in linea con le dottrine comuniste si cercò costantemente di evidenziare la parità tra i due sessi; al termine della guerra circa il 10% dei soldati delle forze di liberazione erano donne.
I partigiani, in particolare nella prima fase della guerra, non potevano disporre di uniformi regolari ma il loro vestiario, proveniente in gran parte dal vecchio esercito o sottratto alle truppe occupanti, era estremamente difforme. Il copricapo più usato all'inizio erano le vecchie bustine militari dell'esercito regio, le šajkače, che gradualmente vennero soppiantate, soprattutto in Croazia e Bosnia occidentale, dalla triglavka, e infine dalle bustine sovietiche, la pilotka, ridenominata dagli jugoslavi titovka in onore del loro comandante; tutti questi berretti esponevano sul davanti le tipiche stellette rosse a cinque punte. Nel primo periodo, dal luglio 1941 al novembre 1942, era impiegato solo un rudimentale sistema di distintivi di grado portati sulla parte superiore della manica sinistra; successivamente fino al maggio 1943 venne studiato un sistema transitorio che venne sostituito dall'ordinamento definitivo che prevedeva distintivi indossati sui polsi di colore bianco per soldati e sottuffuciali e di colore giallo per gli ufficiali.

## Le operazioni dell'Esercito popolare
(Affermazione di Tito durante il primo colloquio tra il capo dei partigiani jugoslavi e il capitano Frederick William Deakin, capo della missione di collegamento britannica con le forze della resistenza)

### Guerra civile contro i cetnici

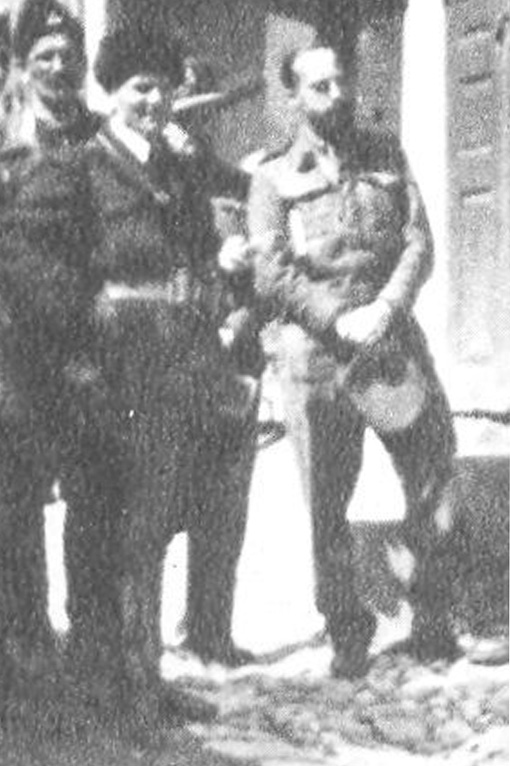
Tito e il maggiore britannico Terence Atherton a Foča il 6 aprile 1942.

Dopo le brutali offensive tedesche in Serbia orientale della fine del 1941 e inizio 1942 le formazioni partigiane sotto il diretto controllo del Comando supremo di Tito batterono in ritirata verso sud verso l'Erzegovina e il Montenegro dove era in corso dal gennaio 1942 la guerra civile contro i cetnici che ormai collaboravano apertamente con le truppe italiane. Nella seconda metà di gennaio 1942 arrivarono in questi territori i partigiani fuggiti da Užice e Rogatica dopo la drammatica "marcia dell'Igman". Le formazioni partigiane, disciplinate e combattive ottennero una serie di successi locali; il 20 gennaio 1942 liberarono Foča che divenne il nuovo quartier generale del Comando supremo di Tito e in poche settimane sconfissero le milizie cetniche. I cetnici in questa fase subirono una serie di sconfitte, nonostante il sostegno dei reparti italiani e dell'esercito croato; il 20 febbraio 1942 i partigiani del cosiddetto "gruppo d'assalto erzegovese-montenegrino di Vlado Šegrt uccisero in un agguato il maggiore Boško Todorović che era l'uomo di fiducia di Mihajlović in Erzegovina. Il 20 marzo 1942 al quartier generale partigiano di Foča giunse una nuova missione di collegamento britannica guidata dal maggiore Terence Atherton che sembrò deciso ad instaurare buoni rapporti con i comunisti; in realtà l'ufficiale britannico decise di allontanarsi di nascosto per cercare di entrare in contatto con Mihajlović in Serbia, ma il 22 aprile venne ucciso per rapina da banditi cetnici.
Mentre i partigiani avevano ottenuto una serie di successi in Erzegovina, la situazione era molto critica Montenegro dove Tito decise di inviare Milovan Đilas e Mitar Bakić. Sul territorio montenegrino l'azione repressiva del generale Pirzio biroli era in piena attività; inoltre l'ufficiale italiano aveva rafforzato la collaborazione con i cetnici che, sotto la guida di una serie di capi energici e abili come Blažo Đukanović, Bajo Stanišić, Djordje Lašić e Pavle Đurišić, avevano messo in grande difficoltà le formazioni partigiane; in uno scontro a Kolašin contro i cetnici furono uccisi i due famosi capi partigiani montenegrini Bajo Sekulić e Budo Tomović.
Sul territorio montenegrino inoltre imperversavano le violenze e le atrocità tra le opposte fazioni in lotta; in Montenegro anche i partigiani agirono brutalmente contro avversari e popolazione apparentemente ostile; i comunisti divennero gli "uomini delle foibe". Giunto sul posto, Đilas si incaricò di rafforzare le unità combattenti, mentre Ivan Milutinović e Blazo Jovanović mantennero il controllo politico; Đilas raggiunse a Gornje Pole il famoso capo partigiano Sava Kovačević, impegnato in un'aspra lotta contro cetnici e italiani.
I partigiani ottennero qualche successo conquistando Stolac in febbraio e Bočac in aprile, ma il nuovo attacco contro Kolašin terminò con una pesante sconfitta; le unità partigiane di Peko Dapčević riuscirono il 23 aprile 1942 a battere i cetnici nella Gorna Morača, ma il 16 maggio fu nettamente respinto l'attacco a Kolašin. In seguito Tito criticò aspramente Đilas e Milutinović per la sconfitta in Montenegro.

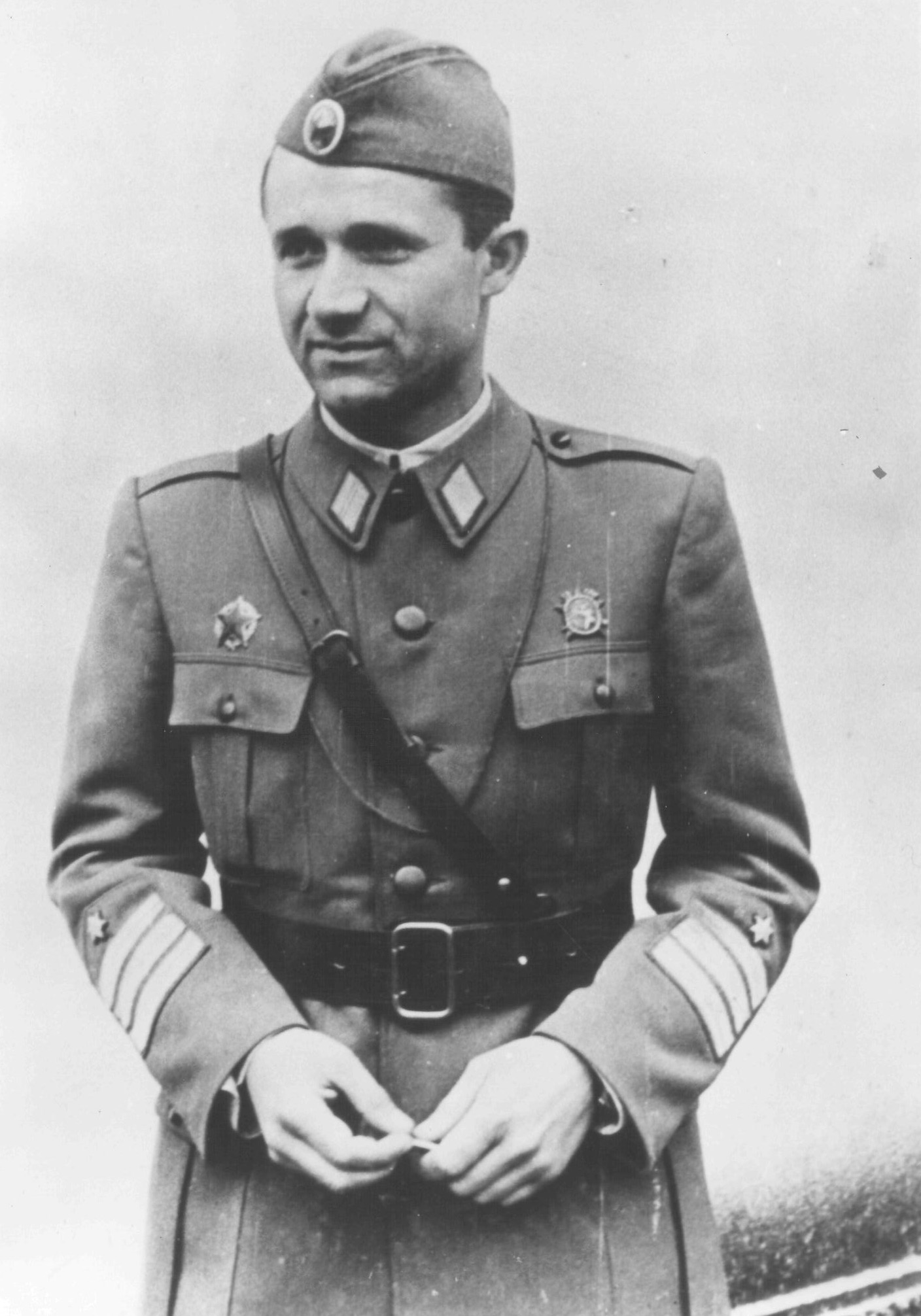
Petar Drapšin, comandante della 4ª Armata del EPLJ che nell'aprile 1945 marciò su Trieste.

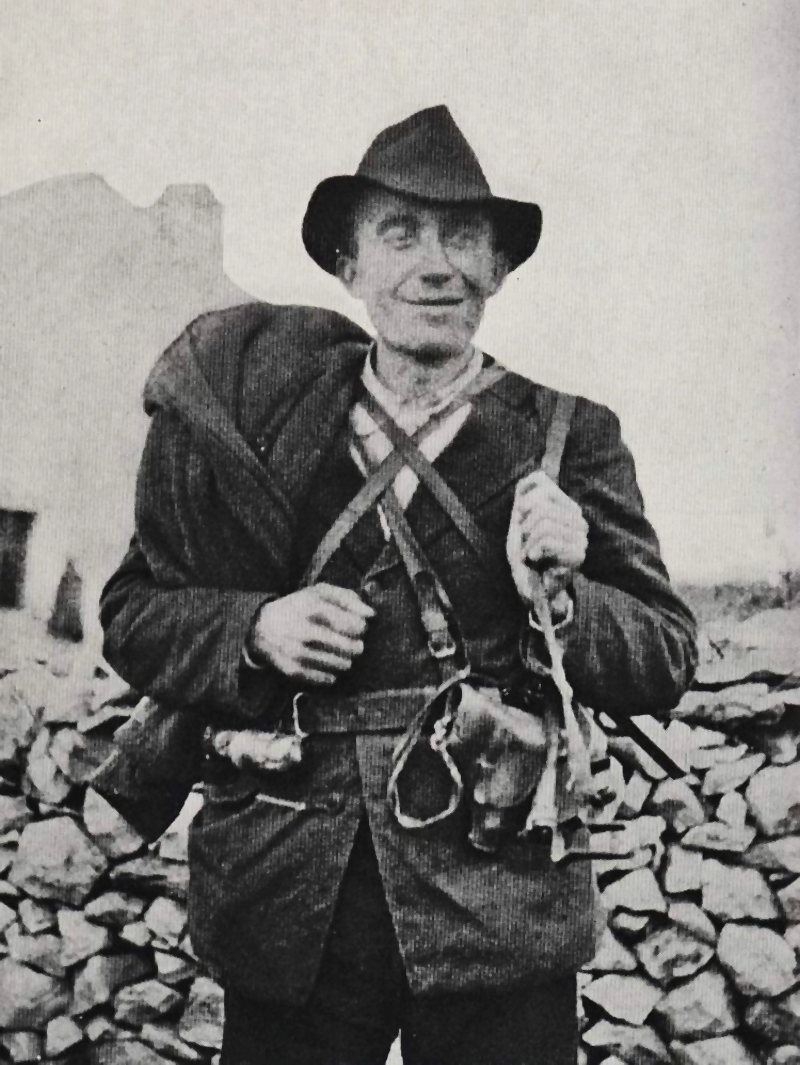
Joakim Rakovac, il partigiano titino "con il cappello"

### La "lunga marcia" e la "repubblica di Bihač"
Dopo la fine del territorio libero di Foča, l'evacuazione del Montenegro e la ritirata in Erzegovina, la situazione dei partigiani di Tito era molto difficile, i guerriglieri erano di fronte "una delle peggiori crisi" della guerra; ci furono defezioni e alcuni distaccamenti si sciolsero. Tito era tuttavia deciso a perseverare e il 19 giugno 1942, egli comunicò la sua decisione di abbandonare il territorio dell'Erzegovina, devastato dalla guerra e privo di risorse economiche, e di trasferire quattro brigate con il quartier generale in Bosnia occidentale dove si sarebbe cercato di costituire un nuovo territorio libero. Le quattro brigate furono inizialmente concentrate sullo Zelen Gora e, insieme ai profughi e ai feriti, il 23 giugno 1942 si misero in cammino, iniziando quella che sarebbe stata conosciuta in seguito come la "lunga marcia". I partigiani erano divisi in due gruppi: quello settentrionale sotto il comando di Milovan Đilas e Arso Jovanović con la 2ª e 4ª brigata proletaria, e quello meridionale con la 1ª e 3ª brigata proletaria sotto il controllo diretto di Tito.
L'inattesa manovra dei partigiani sorprese le forze dell'Asse che non furono in grado di fermare la marcia delle brigate di Tito che sconfissero i cetnici vicino Kalinovik e dal 28 giugno 1942 marciarono rapidamente verso Trnovo dove era concentrato un kampfgruppe tedesco. I due gruppi partigiani attaccarono all'inizio di luglio la ferrovia strategica Sarajevo-Mostar e quindi attaccarono la città strategica di Konjic che venne conquistata dai partigiani della 1ª brigata proletaria nella notte del 7-8 luglio 1942.

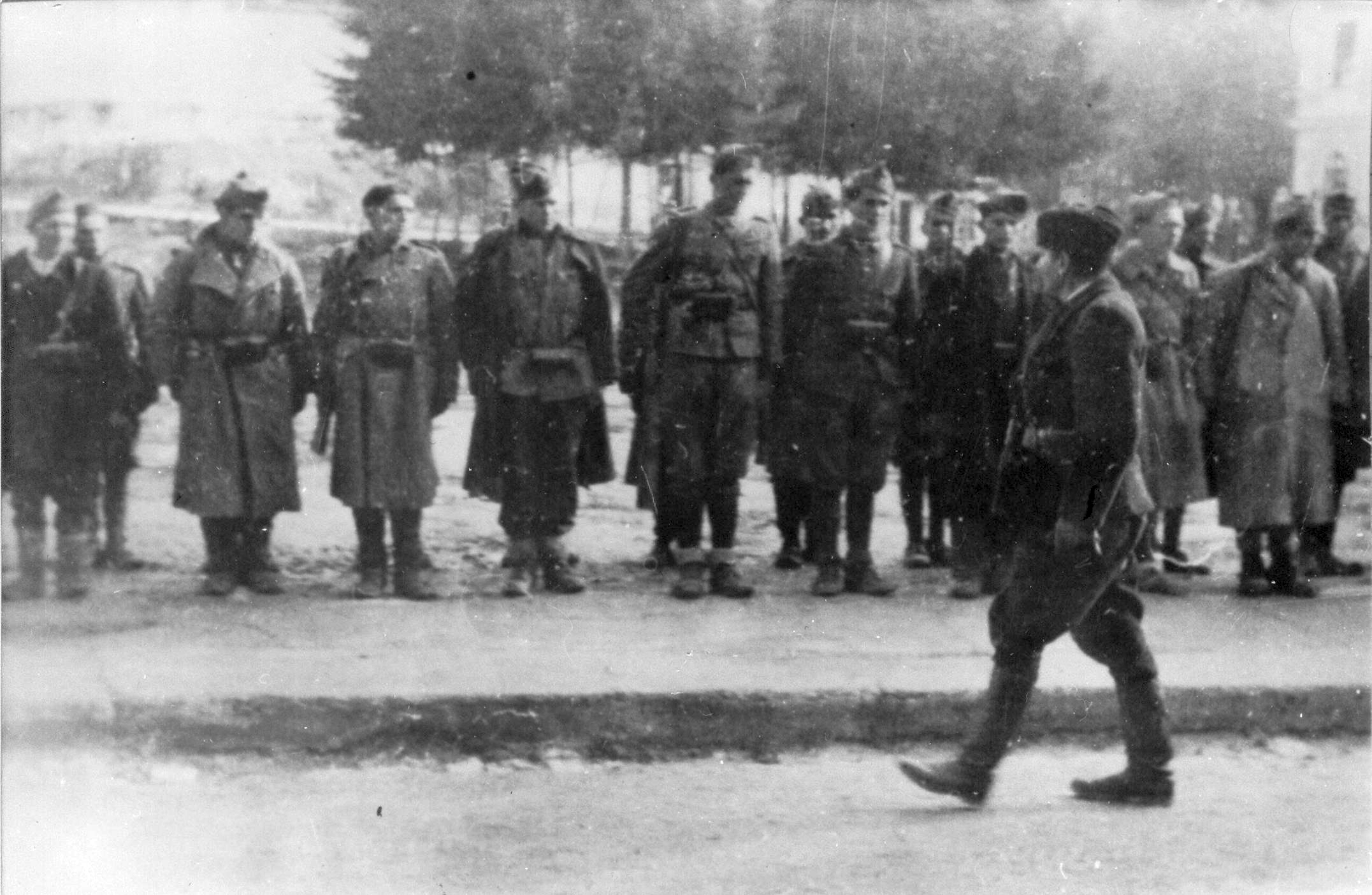
Tito passa in rivista i partigiani della 3ª Brigata d'assalto della Craina dopo la liberazione di Bihać nel novembre 1942.

Dopo questi primi successi, i partigiani si rimisero in movimento sempre divisi in due gruppi per sfuggire ai contrattacchi tedeschi; una brigata partigiana l'11 luglio conquistò Gornji Vakuf, mentre il gruppo meridionale il 13 luglio entrò a Prozor senza combattere dopo la ritirata della guarnigione croata. Il successivo attacco a Bugojno invece venne respinto il 17 e 20 luglio dalla guarnigione ustaša costituita dagli uomini della fanatica "legione nera" (Crna Legija) di Jure Francetić, protagonista di brutali rappresaglie sulla popolazione civile simpatizzante con i partigiani.
Nonostante il fallimento di Bugojno, le forze partigiane di Tito continuarono l'avanzata; la 2ª brigata proletaria il 31 luglio si avvicinò a Kupres, mentre la 1ª proletaria e la 3ª del Sangiaccato marciarono su Livno che venne attaccata la notte del 4-5 agosto 1942. La guarnigione croata venne sconfitta e la città venne conquistata totalmente entro il 7 agosto. I partigiani fucilarono tutti gli ustaša caduti prigionieri. In questa fase il gruppo di brigate partigiano venne raggiunto anche dai combattenti della 5ª Brigata montenegrina di Sava Kovačević che aveva evacuato completamente il Montenegro. Il 11-13 agosto 1942 i partigiani attaccarono Kupres ma gli assalti vennero respinti dalla guarnigione croata.
I partigiani beneficiano di reclute che aderiscono al movimento di rivolta man mano che esso si muove nel processo di liberazione. Nel Gorski Kotar e in Istria, Joakim Rakovac guida diversi gruppi multietnici di antifascisti alla base titina. Rakovac e il suo gruppo vengono attaccati in un'imboscata dei nazisti nell'Istria occidentale, e Rakovac, colpito, muore dissanguato nella neve. Si sospetta, però, che il croato d'Istria sia in realtà stato eliminato dai titini..

### Le vittorie del 1944
L'apporto degli alleati anglo-statunitensi consisteva in rifornimenti di tipo materiale (cibo, medicinali, armi ecc.), mentre i sovietici parteciparono alla liberazione di Belgrado e della Serbia settentrionale con truppe e armamenti. Nonostante ciò, l'azione dell'armata popolare di liberazione si può definire un'iniziativa totalmente interna ai popoli della Jugoslavia.

### 1945: liberazione e vittoria

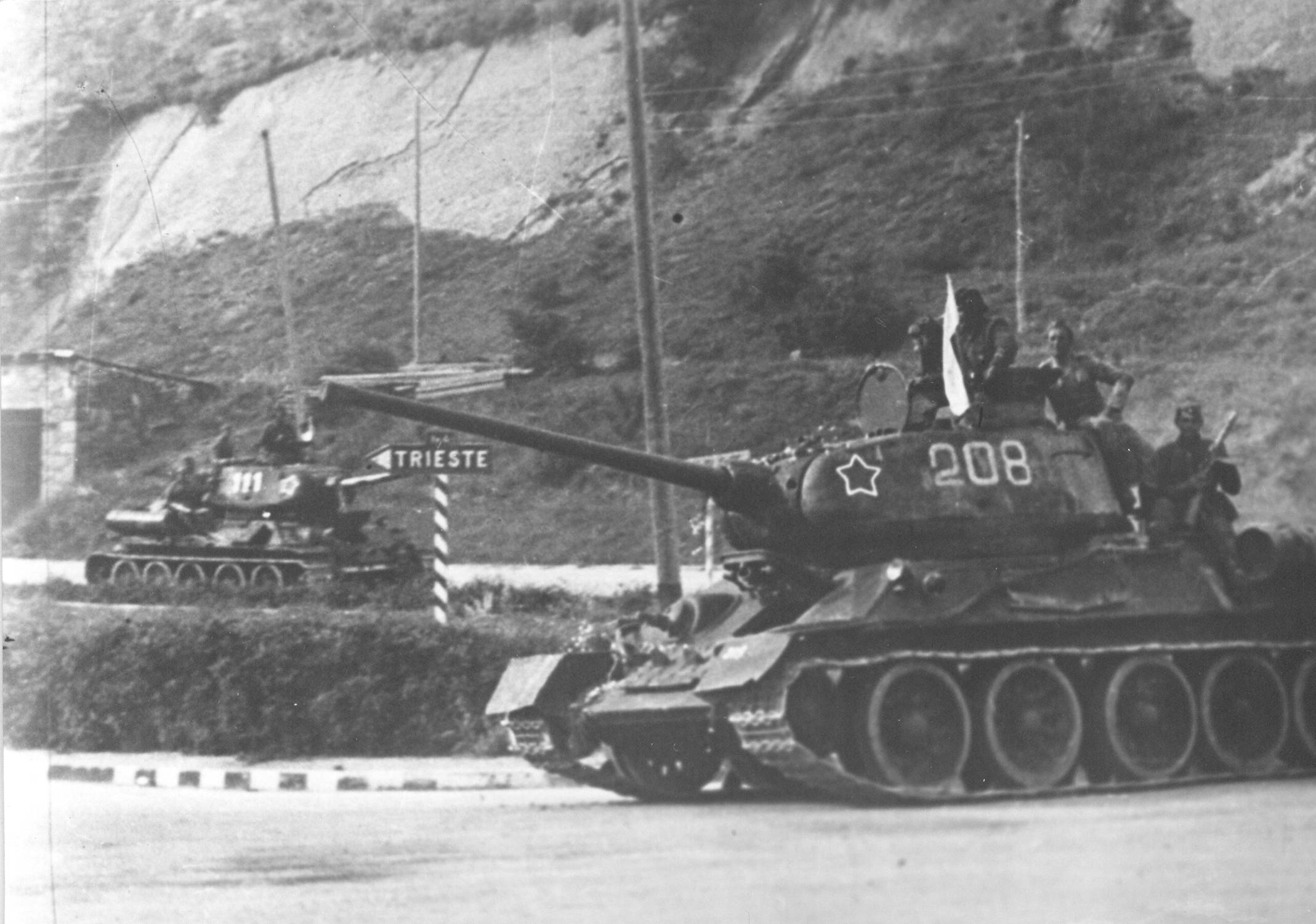
Carri T34/85 della Seconda brigata carri (Druga tenkovska brigada) in marcia per Trieste.

Il 1º marzo 1945 l'Esercito Popolare di Liberazione della Jugoslavia venne ufficialmente denominato "Esercito jugoslavo" e il successivo 20 marzo diede inizio alle operazioni finali per la liberazione dei territori ancora occupati dai tedeschi. L'esercito mostrò grande determinazione per concludere la guerra con la vittoria e diede prova di aver migliorato, grazie soprattutto agli armamenti moderni e ai consiglieri forniti dagli Alleati, le sue capacità operative nella guerra convenzionale. Il 6 aprile 1945 il raggruppamento di forze al comando di Radovan Vukanović, costituito dal II Korpus, dal III Korpus e dal V Korpus, liberò dopo una dura battaglia la città di Sarajevo; i tedeschi riuscirono tuttavia con abili contrattacchi a mantenere aperte le comunicazioni della città, evitando l'accerchiamento e iniziando la ritirata generale verso nord attraverso la Bosnia. Il 12 aprile 1945 finalmente la 1ª Armata di Peko Dapčević sfondò il fronte dello Srem dopo logoranti combattimenti che costarono perdite altissime ai partigiani jugoslavi; fu la battaglia più grande combattuta dall'Esercito popolare durante la guerra.
Nelle ultime campagne della guerra nella primavera 1945 entrarono in azione anche le nuove formazioni corazzate dell'Esercito popolare di liberazione; nella cosiddetta corsa per Trieste la Quarta armata di Petar Drapsin disponeva infatti della Prima brigata carri (Prva tenkovska brigada) che era stata equipaggiata in precedenza dagli alleati occidentali con carri leggeri M3 Stuart, veloci ma non molto potenti. Nella Terza armata di Kosta Nad invece, impegnata nel settore di Zagabria, era schierata la Seconda brigata carri (Druga tenkovska brigada), addestrata e equipaggiata in Unione Sovietica; questa formazione disponeva di carri medi T-34/85. Nel maggio 1945 entrambe le unità presero parte a duri combattimenti; i carri leggeri della Prima brigata percorsero 110 chilometri in appena quindici ore per arrivare al più presto a Trieste, mentre la Seconda Brigata carri dopo aver partecipato dal 12 aprile allo sfondamento della linea dello Srem, avanzò su Zagabria e quindi proseguì a sua volta su Trieste dove si congiunse con la Prima brigata.

## Bilancio e conclusione
Sotto le dirette dipendenze del Partito Comunista di Jugoslavia, il Fronte di liberazione fu, nel quadro generale europeo della seconda guerra mondiale, un avvenimento unico. L'unicità consistette nel fatto che l'ex Jugoslavia fu l'unico Paese occupato dai nazisti ad aver affrontato e sconfitto l'invasore quasi esclusivamente con le proprie forze e con l'aiuto di formazioni partigiane formate da ex militari e civili italiani come la Divisione Garibaldi e la Divisione Italia.
La sinergia fra i partigiani italiani e slavi si incrinò con l'avvicinarsi della fine del conflitto, a causa delle diverse vedute in relazione alla sorte dell'Istria e di Fiume e della questione triestina. Fra i fatti che contribuirono ulteriormente al deterioramento dei rapporti fra le parti vanno anche ricordati gli eccidi perpetrati nei massacri delle foibe.
Al termine della seconda guerra mondiale l'Esercito Popolare di Liberazione della Jugoslavia era ormai diventato un grande e potente esercito regolare in grado di combattere vittoriosamente contro le forze tedesche e collaborazioniste e di affiancare con pari dignità gli altri eserciti alleati; costituito da quattro armate, diciassette corpi d'armata, cinquanta divisioni, tre battaglioni autonomi e 107 distaccamenti partigiani, era diventato il quarto esercito più forte degli Alleati in Europa dopo l'Armata Rossa, l'United States Army e il British Army.

## Il nome
L'Esercito popolare di liberazione della Jugoslavia era denominato:
- in serbo e croato: Narodnooslobodilačka vojska i partizanski odredi Jugoslavije - NOV i POJ
- in serbo: Народноослободилачка војска и партизански одреди Југославије - НOВ и ПOJ
- in sloveno: Narodnoosvobodilna vojska in partizanski odredi Jugoslavije - NOV in POJ
- in macedone: Народно-ослободителна војска и партизански одреди на Југославија - НOВ и ПO на J.